# Orecchiette

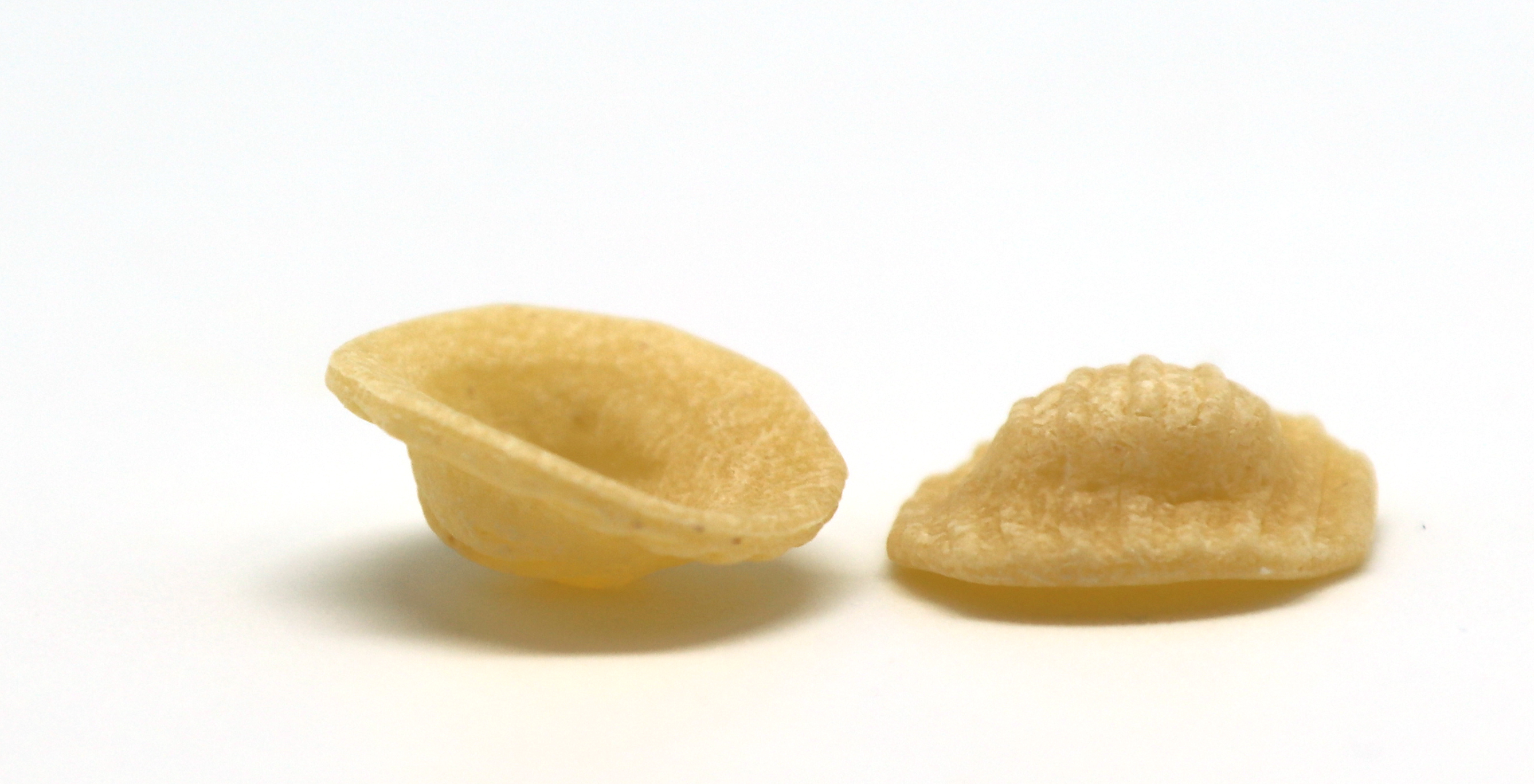
Pojedyncza sztuka makaronu oriecchiette

Orecchiette – rodzaj makaronu typowego dla regionów Apulii i Basilicaty. Jego kształt przypomina małe uszy, stąd wywodzi się jego włoska nazwa ("orecchie" - uszy).

## Opis
Do produkcji używa się wyłącznie mąki z pszenicy durum, wody i soli. Rozmiar wynosi średnio około 3/4 palca kciuka. Owalny kształt przypomina małą kopułę z cieńszym środkiem i chropowatą powierzchnią. Wytwarza się je za pomocą noża, lub ręcznie. 
Istnieje również wersja wykonana bez wypukłości, znana jako strascinati -  rozpowszechniona w Basilicacie.

## Historia

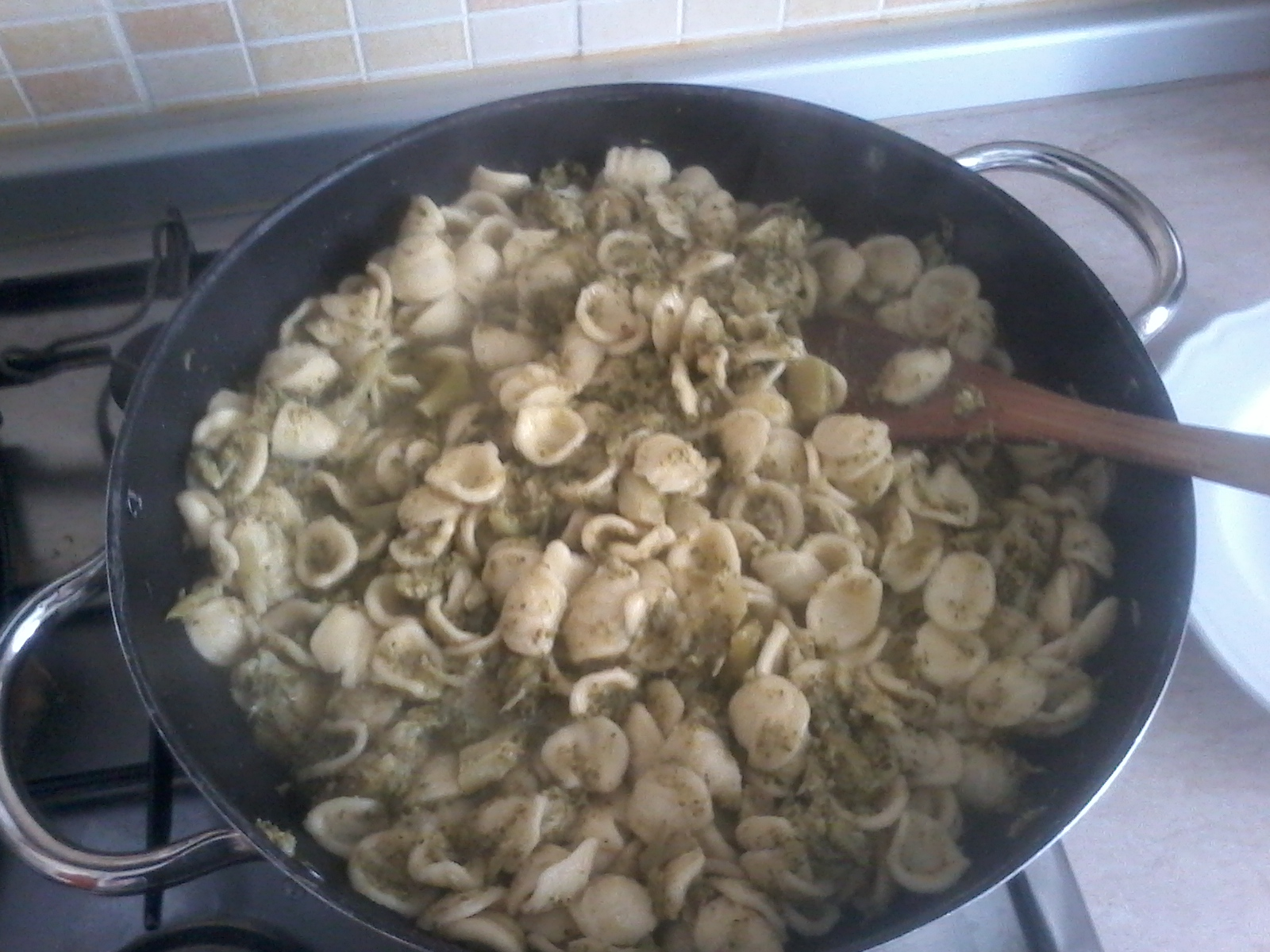
Orecchiette z rzepą.

Początki orecchiette są odległe, należy ich szukać w regionach Apulia i Basilicata w historycznym obszarze doliny Tavoliere, gdzie od średniowiecza makaron  w kształcie dysku wydrążonego pośrodku kciukiem dłoni wytwarzano z pszenicy durum. Później ten typ makaronu  rozprzestrzenił się  resztę terytorium Apulii i Lukanu.
Jedna z hipotez sugeruje, że orecchiette powstało w okresie między królestwem dynastii normańskiej a szwabskiej w Sannicandro di Bari.

## Przepisy

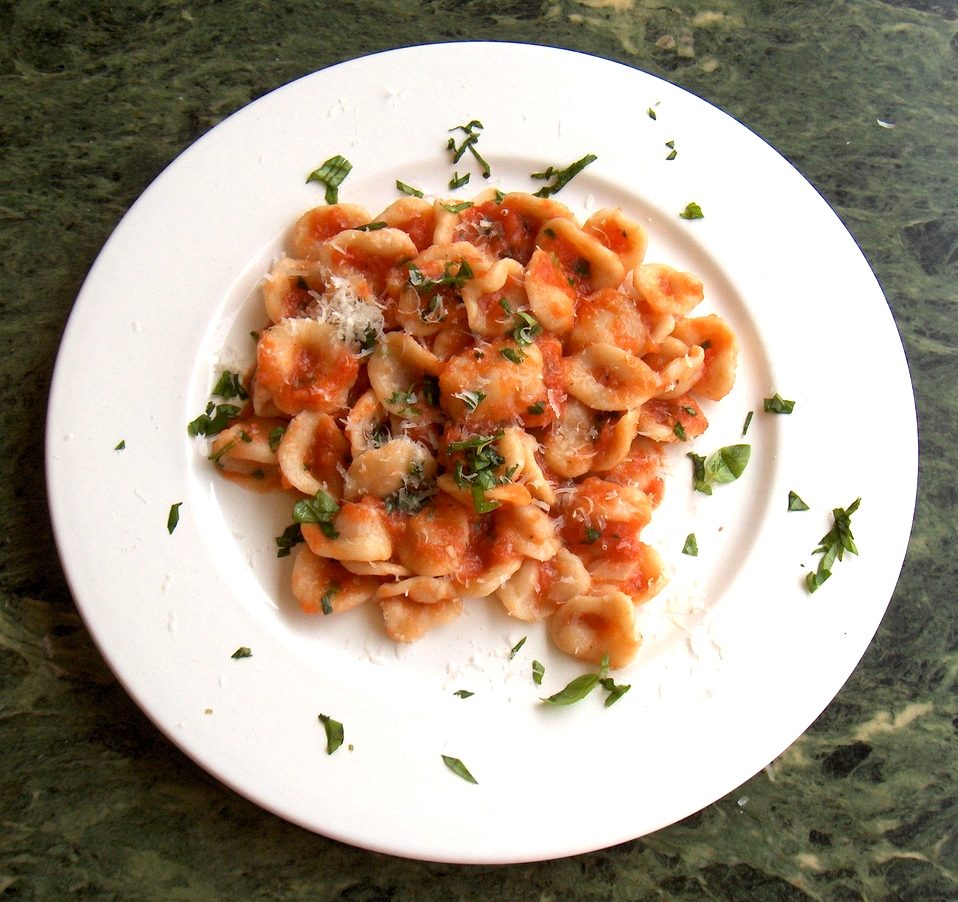
Orecchiette z pomidorem.

Typowym przepisem jest orecchiette z nadzieniem z rzepy. Wariant apulijski obejmuje dodatek anchois, podczas gdy w Basilicacie, a głównie w Vulture i Materano, danie często przyprawia się pokruszonym lub sproszkowanym pieprzem crusco. 
W Capitanata i Salento typowy jest również wariant z sosem pomidorowym (solo, lub z gulaszem mięsnym, klopsikami lub brasciole), a także z ricottą z owczego mleka.
W Cisternino orecchiette są wytwarzane z nierafinowanej mąki pszennej, są większe i przybierają inny kształt, są bardzo podobne do małżowiny usznej. Klasyczny przepis świąteczny zawiera sos z ragoût z królika.

## Imprezy i festiwale promocyjne
- Sagra ti li Stacchioddi: pierwsza niedziela października w Latiano -  pierwsze wydanie miało miejsce w 1978 roku[5].
- Festa dell'Orecchietta 8 i 9 sierpnia odbywa się w Vignacastrisi od ponad trzydziestu lat[6].

## Inne projekty
- Kategoria  orecchiette w Wikimedia Commons.